# 16. marec
16. marec je 75. dan leta (76. v prestopnih letih) v gregorijanskem koledarju. Ostaja še 290 dni.

## Dogodki
- 597 pr. n. št. – Nebukadnezar II. zavzame Jeruzalem
- 1848 – začetek marčne revolucije v Ljubljani (na Slovenskem)
- 1883 – Aleksander III. potrdi 1. mestni grb mesta Vladivostok
- 1916 – konec pete soške bitke (začetek 11. marca 1916)
- 1921 – Sovjetska zveza in Turčija z moskovsko pogodbo določita kopensko mejo in navežeta prijateljske stike
- 1924 – Italija anektira Reko
- 1926 – Robert Hutchings Goddard izstreli prvo raketo na tekoče gorivo
- 1929 – Kraljevina Jugoslavija in Grčija se dogovorita o jugoslovanski coni v solunskem pristanišču
- 1935 – Tretji rajh enostransko prekine versajsko pogodbo in uvede vojaško obveznost
- 1939 – Češka postane Nemški protektorat Češka-Moravska
- 1944 – Nemci na Javorovici pri Šentjerneju pobijejo 113 borcev Cankarjeve brigade
- 1945 –
  - Korpus mornariške pehote Združenih držav Amerike zasede otok Iwo Jima
  - 9. korpus NOVJ prične napad na Banjško planoto, Čepovansko dolino in Trnovski gozd
- 1978 – ugrabljen italijanski predsednik vlade Aldo Moro
- 1986 – Švica na referendumu zavrne včlanitev v OZN
- 1988 – v kemičnem napadu na Halabdžo ubitih okoli 7.000 ljudi, večinoma Kurdov
- 2014 – Krim razglasi neodvisnost od Ukrajine

## Rojstva
- 1581 – Pieter Corneliszoon Hooft, nizozemski dramatik, pesnik († 1647)
- 1750 – Caroline Lucretia Herschel, nemško-angleška astronomka († 1848)
- 1751 – James Madison, ameriški predsednik († 1836)
- 1756 – Jean-Baptiste Carrier, francoski politik († 1794)
- 1771 – Antoine-Jean Gros, francoski slikar († 1835)
- 1774 – Matthew Flinders, angleški pomorščak, kartograf († 1814)
- 1789 – Georg Simon Ohm, nemški fizik († 1854)
- 1839 – René-François-Armand »Sully« Prudhomme, francoski pesnik († 1907)
- 1868 – Aleksej Maksimovič Peškov - Maksim Gorki, ruski pisatelj († 1936)
- 1877 – Pavel Bermondt-Avalov, častnik Ruske carske armade in kozaški pustolovec-vojskovodja († 1973)
- 1878 – Reza Pahlavi, iranski šah († 1944)
- 1911 – Josef Mengele, nemški nacistični zdravnik († 1979)
- 1927 – Vladimir Mihajlovič Komarov, ruski kozmonavt († 1967)
- 1941 – Bernardo Bertolucci, italijanski filmski režiser († 2018)
- 1953 – Richard Matthew Stallman, ameriški računalnikar
- 1967 – Lauren Graham, ameriška filmska, televizijska in gledališka igralka
- 1979 – Leena Peisa, finska glasbenica
- 1989 – Theo Walcott, angleški nogometaš

## Smrti
- 37 – Tiberij, rimski cesar (* 42 pr. n. št.)
- 455 –  Valentinijan III., rimski cesar (* 419)
- 1072 – Adalbert Hamburški, nadškof Hamburga in Bremna (* 1000)
- 1185 – Baldvin IV., jeruzalemski kralj (* 1161)
- 1405 – 
  - Margareta III., flandrijska grofica, burgundska grofica (II.), burgundska vojvodinja (* 1350)
  - Antonio Guarco, 20. genovski dož (* 1360)
- 1425 – Leonardo Dati, italijanski (florentinski) geograf in dominikanski opat (* 1360)
- 1664 – Ivan Vigovski, hetman Zaporoških kozakov (* neznano)
- 1670 – Johann Rudolf Glauber, nemško-nizozemski lekarnar in kemik (* 1604)
- 1736 – Giovanni Battista Pergolesi, italijanski skladatelj (* 1710)
- 1805 – Franz Xaver von Wulfen, avstrijski jezuit, botanik in mineralog (* 1728)
- 1877 – John Bede Polding, avstralski škof (* 1794)
- 1889 – Ernst Wilhelm Leberecht Tempel, nemški astronom (* 1821)
- 1914 – Charles Albert Gobat, švicarski pravnik, šolski politik, nobelovec (* 1843)
- 1919 – Jakov Mihajlovič Sverdlov, ruski boljševik (* 1885)
- 1935 –
  - Aron Nimzowitsch, latvijski šahist (* 1886)
  - John James Rickard Macleod, škotski fiziolog, biokemik, nobelovec 1923 (* 1876)
- 1938 – Žiga Laykauf, slovenski pesnik in publicist (* 1868)
- 1940 – Selma Ottilia Lovisa Lagerlöf, švedska pisateljica, nobelovka 1909 (* 1858)
- 1945 – Danijel Halas, župnik v Veliki Polani, mučenec, Božji služabnik (* 1908)
- 1963 – William Henry Beveridge, britanski politik, ekonomist (* 1879)
- 1992 – Yves-André Rocard, francoski matematik, fizik (* 1903)
- 1997 – Berta Bojetu-Boeta, slovenska pisateljica, pesnica, gledališka igralka (* 1946)
- 1998 – Derek Harold Richard Barton, angleški kemik in fizik, nobelovec 1969 (* 1918)
- 2003 – Lawrence Hugh Aller, ameriški astronom (* 1913)